# Brevens bruk
Brevens bruk is een plaats in de gemeente Örebro in het landschap Närke en de provincie Örebro län in Zweden. De plaats heeft 121 inwoners (2005) en een oppervlakte van 79 hectare. De plaats is genoemd naar de fabriek Brevens bruk een ijzerfabriek, in de plaats die werd opgericht in 1676, de fabriek is sinds het midden van de jaren 80 van de 20ste eeuw gesloten. Brevens bruk grenst aan de rivier de Brevens ån en wordt omringd door zowel landbouwgrond als bos. Ook ligt de kerk Brevens kyrka in de plaats, deze kerk is gebouwd tussen 1840 en 1842 in Empirestijl.

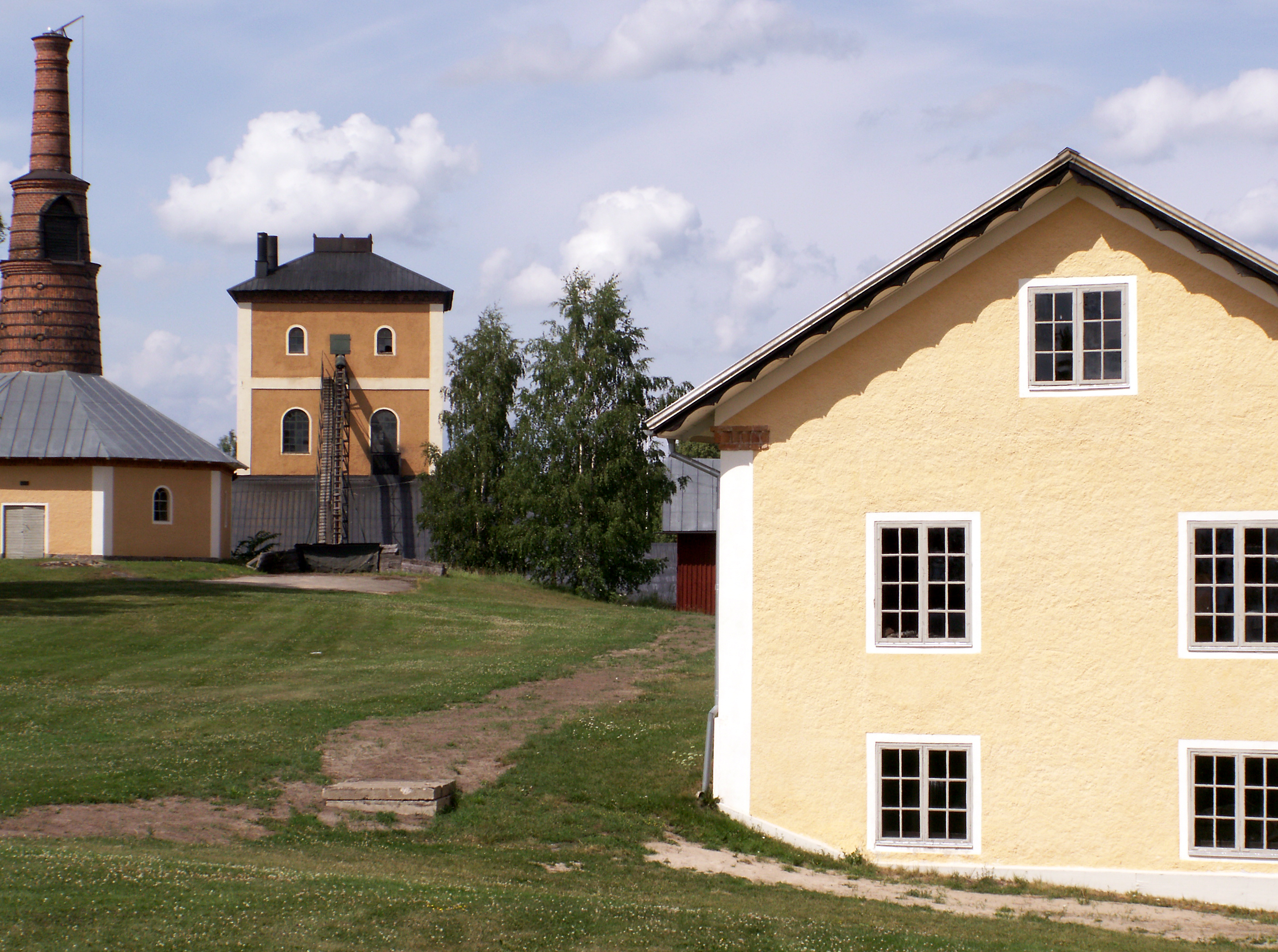
Brevens bruk